# Alma danada (Bernini)
Alma danada (em italiano:  Anima Dannata) é um busto de mármore do artista italiano Gian Lorenzo Bernini. De acordo com Rudolf Wittkower, a escultura encontra-se no Palazzo di Spagna em Roma. Este poderá ser aquele que é hoje conhecido como o Palazzo Monaldeschi.
Massimiliano Soldani-Benzi por volta de 1705 e 1707, realizara uma cópia em bronze pertencente à Coleção Liechtenstein.
Tamanha intensidade de expressão facial que a obra carrega, comprova em Bernini aquilo que jamais fora tentado em arte. Esta é uma obra que faz par com uma outra, Alma abençoada; representações das almas que são salvas e das que são condenadas. O busto representa "um jovem reprimido na sua angústia, que olha para baixo como se estivesse a ver e ao mesmo tempo a sentir os horrores do inferno."
A expressão com olhos arregalados, as sobrancelhas bastante levantadas e a boca aberta, esboça um misto de surpresa e terror no rosto da jovem alma.